# Astragalus albertoregelia
Astragalus albertoregelia es una especie de planta del género Astragalus, de la familia de las leguminosas, orden Fabales.
Fue descrita científicamente por Winkl. & B. Fedtsch.